# Angelo Marciani
Angelo Marciani (Camogli, 19 april 1928 – Lavagna, 3 december 2022) was een Italiaans waterpolospeler.
Hij nam als waterpoloër eenmaal deel aan de Olympische Spelen; in 1956. In 1956 maakte hij deel uit van het Italiaanse team dat als vierde eindigde. Hij speelde alle zes de wedstrijden.
Marciani overleed op 94-jarige leeftijd.
Cosimo Antonelli · 
Alfonso Buonocore · 
Enzo Cavazzoni · 
Maurizio D'Achille · 
Giuseppe D'Altrui · 
Frederico Dennerlein · 
Luigi Mannelli · 
Angelo Marciani · 
Paolo Pucci · 
Cesare Rubini · 
Rosario Parmegiani (R)